# شیگمارو تاکنوکوشی
شیگمارو تاکنوکوشی (به انگلیسی: Shigemaru Takenokoshi) بازیکن فوتبال اهل ژاپن و عضو تیم ملی فوتبال ژاپن است که در تاریخ ۲۰ مه ۱۹۲۵ میلادی اولین بازی ملی‌اش را انجام داد. او در ۵ بازی ملی حضور داشت و آخرین بازی ملی خود را در تاریخ ۲۹ مه ۱۹۳۰ میلادی انجام داد. شیگمارو تاکنوکوشی در بازی‌های ملی‌اش
۱ گل به ثمر رساند.